# Academy Pictures
Academy Pictures è stata una società di distribuzione cinematografica italiana fondata da Vania e Manfredi Traxler, la cui attività pioneristica nel campo della distribuzione del cinema d'autore in Italia si estende tra il 1976 e il 2013.

## Storia
Fondata nel 1976 da Vania Protti, appartenente a una famiglia storicamente attiva nel campo del cinema, e Manfredi Traxler, la società ottenne fama per la sua attività pioneristica nel campo della distribuzione cinematografica di qualità.
I coniugi Traxler fecero conoscere al grande pubblico alcuni dei più grandi registi contemporanei di grande livello come Emir Kusturica, Peter Greenaway, Wim Wenders, Eric Rohmer, Pedro Almodóvar, Kieslowski, Jim Jarmush, Jim Sheridan, Neil Jordan e tanti altri. Il listino includeva film premiati e passati attraverso festival cinematografici importanti come il festival di Venezia, di Berlino e di Cannes.
Con il matrimonio di Maria Braun di Rainer Werner Fassbinder (1976) l'Academy aprì la strada alle distribuzioni di qualità - la Bim, la Mikado, la Lucky Red, la K Films - e cominciò ad offrire al pubblico italiano un cinema alternativo, più interessante e intelligente della media offerta delle majors allora imperanti senza rivali. La scelta dei film avveniva tramite l'autenticità e il valore che i coniugi Traxler coglievano dalla visione del prodotto, non era mai una scelta dettata dal calcolo. Promuovevano la pellicola fidelizzando il pubblico e attivando un rapporto di fiducia con gli esercenti che grazie a questo, davano spazio anche ai film più deboli del loro listino.
Per la sua pluridecennale attività Vania Protti Traxler è stata insignita nel 2006 del premio Vittorio de Sica per il cinema italiano.
Nel 2022 Vania Protti Traxler pubblica le memorie della Academy Pictures nel libro Sognavamo al cinema, Edizioni Sabinae, in una lunga conversazione con Francesca Boschiero e Giovanni B. Gifuni.

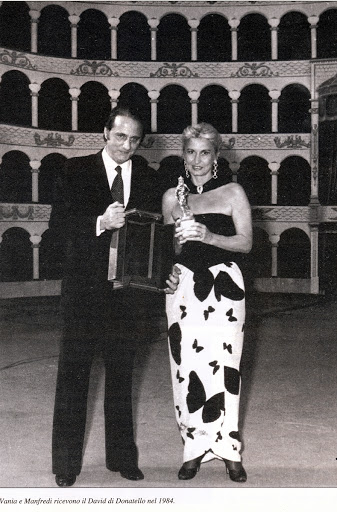
Manfredi e Vania Traxler ricevono il premio David di Donatello alla carriera.

## Sviluppi recenti (2000-2013)
Dopo la prematura scomparsa di Manfredi Traxler nel 2000, Vania Protti Traxler ha proseguito il lavoro di valorizzazione del cinema d'autore internazionale, prima con la Lady film, poi con la Archibald Enterprise Film fino al 2015.

## Distribuzione (selezione dai listini di Academy, Lady Film e Archibald)
- Il matrimonio di Maria Braun, regia di Rainer Werner Fassbinder, Orso d’argento al festival di Berlino 1979
- Maledetti vi amerò, regia di Marco Tullio Giordana, Palma d’Oro al festival di Locarno 1980
- Tradimenti, regia di David Jones, 1983
- Mephisto, regia di István Szabó, Oscar al miglior film straniero 1982
- Yol, regia di Yilmaz Guney, palma d’oro al festival di Cannes 1982.
- Ti ricordi di Dolly Bell?, regia di Emir Kusturica, Leone d’oro al festival di Venezia
- I misteri del giardino di Compton House, regia di Peter Greenway, 1982
- Carmen story, regia di Carlos Saura, Gran premio per il miglior contributo artistico a Cannes, 1983
- Paris,Texas, regia di Wim Wenders, Palma d’oro al festival di Cannes, 1984.
- Another country - la scelta- regia di Marek Kanievska, Premio miglior contributo artistico a Cannes,1984.
- Pranzo reale (A Private Function) di Malcolm Mowbray, 1984.
- Papà...è in viaggio d’affari, regia di Emir Kusturica, Palma d’oro al festival di Cannes 1985.
- Senza tetto né legge, regia di Agnes Varda, Leone d’oro al festival di Venezia ,1985.
- I favoriti della luna, regia di Otar Iosselliani, Gran premio della giuria al festival di Venezia 1985.
- Tangos. regia di Fernando E.Solanas,  Gran premio della giuria al festival di Venezia 1985.
- Il raggio verde, regia di Eric Rohmer, Leone d’oro al festival di Venezia,1986.
- Daunbailò, regia di Jim Jarmush, 1986
- Il cielo sopra Berlino, regia di Wim Wenders, Palma d’oro alla miglior regia al festival di Cannes,1987.
- Intervista, regia di Federico Fellini, Gran Premio XV festival internazionale del cinema di Mosca, 1987.
- 84 charing cross, regia di David Hugh Jones
- Sorgo Rosso, regia di Zhāng Yìmóu, Orso d’oro al festival di Berlino 1988
- Un affare di donne, regia di Claude Chabrol, Premio miglior attrice protagonista al festival di Venezia 1988.
- Salaam Bombay, regia di Mira Nair, Camera d’oro al festival di Cannes ,1988.
- Mery per sempre, regia di Marco Risi (1989)
- Città dolente, regia di Hsiao-hsien Hou,Leone d’oro al festival di Venezia 1989.
- Un incendio visto da lontano, regia di Otar Iosseliani, Gran premio della giuria al festival di Venezia ,1989.
- L’amico ritrovato, regia di Jerry Schatzberg, 1989
- Il mio piede sinistro, regia di Jim Sheridan, Vincitore di due premi Oscar, 1990.
- Taxi blues, regia di Pavel Lungin, Palma alla miglior regia al festival di Cannes 1990.
- Légami!, regia di Pedro Almodovar, 1990
- Gli amanti del Pont.Neuf, regia di Leos Carax, 1991
- Un cuore in inverno, regia di Claude Sautet, Leone d’argento al festival di Venezia,1992.
- La moglie del soldato, regia di Neil Jordan, Oscar miglior sceneggiatura originale, 1993.
- Film Blu, regia di Krzysztof Kieślowski, Leone d’oro miglior film al festival di Venezia,1993.
- Film Bianco, regia di Krzysztof Kieślowski, Orso d’argento al festival di Berlino, 1994.
- Film Rosso, regia di Krzysztof Kieślowski, Candidato all’oscar 1995
- Naked, regia di Mike Leigh, Palma miglior regia la festival di Cannes, 1993.
- Creature del cielo, regia di Peter Jackson, Leone d’agento al festival di Venezia,1994.
- Two much, regia di Fernando Trueba, 1995
- Train de vie, regia di Radu Mihaileanu, 1998
- East Is East, regia di Damian O`Donnell, 1999
- Goodbye Lenin!  regia di Wolfgang Becker, Premio miglior film europeo Berlino 2003
- Un tocco di zenzero, regia di Tassos Boulmetis, 2005
- Vodka lemon, regia di Hiner Saleem, Premio San Marco miglior film controcorrente alla mostra di Venezia, 2003.
- Rodger Dodger, regia di Dylan Kidd, Leone del futuro a Venezia 2002.
- Uzak, regia di Nuri Bilge Ceylan, Gran premio della giuria e premio miglior attore ex aequo a Cannes, 2003.
- Exils,  regia di Tony Gatlif, Premio Miglior regia a Cannes 2004.
- Zucker!... come diventare ebreo in 7 giorni regia di Dany Levy. 2004
- U-Carmen, regia di Mark Dornford-May, Orso d’oro a Berlino 2005.
- Quattro minuti, regia di Chris Kraus, 2006
- Caramel, regia di Nadine Labaki, 2007
- Il falsario, regia di Stefan Ruzowitzky, Premio Oscar miglior film straniero 2008.
- Frozen River, regia di Courtney Hunt, Gran Premio della giuria al Sundance 2008.
- Il canto di Paloma, regia di Claudia Llosa, Orso d’oro a berlino ,2009.
- Il canto delle spose, regia di Karin Albou, 2008
- Racconti dell’età dell’oro, regia di Hanno Höfer, Razvan Marculescu, Cristian Mungiu, Constantin Popescu, Ioana Uricaru, 2009.
- A single man, regia di Tom Ford, Coppa Volpi miglior attore al festival di Venezia 2009.
- Perdona e dimentica, regia di Todd Solondz, premio miglior sceneggiatura al festival di Venezia 2009.
- Ladri di cadaveri, regia di John Landis, evento speciale, sezione extra del festival, 2010
- Kill me please, regia di Olias Barco, vincitore del Marco Aurelio d’oro come miglior film al festival di Roma, 2010.
- Le donne del 6º piano, regia di Philippe Le Guay, 2011
- Faust, regia di Alexander Sokurov, vincitore del Leone d’oro alla 68ª mostra del cinema di Venezia, 2011.
- Un cuento chino, regia di Sebastián Borensztein, Premio Marco Aurelio d’oro della giuria,2011.
- W.E - Edward e Wallis, regia di Madonna, Evento speciale Mostra del Cinema di Venezia 2011.